# Най-Лебен
Най-Лебен — посёлок в Кинель-Черкасском районе Самарской области, относится к сельскому поселению Кинель-Черкассы.

## География
Находится на расстоянии примерно 9 километров по прямой на юго-запад от районного центра села Кинель-Черкассы.

## История
Посёлок основан был основан евреями-кооператорами (артель «Атиква») в 1926 году на базе заброшенной помещичьей усадьбы. Впоследствии артель стала колхозом, процветавшим в 1930-е годы.

## Население
| 2010 |
| ---- |
| 36   |

Постоянное население составляло 27 человек (русские 70 %) в 2002 году, 36 в 2010 году.